# John Olsen (calciatore)
John Olsen (30 dicembre 1928 – 28 giugno 2001) è stato un calciatore norvegese, di ruolo attaccante.

## Carriera

### Club
Olsen giocò con la maglia del Moss.

### Nazionale
Conta una presenze per la Norvegia. Il 4 luglio 1954, infatti, fu titolare nella vittoria per 1-0 contro l'Islanda.